# Samogícios

Os samogitianos no contexto das tribos bálticas, pelo ano 1200. Os bálticos orientais estão na tonalidade marrom enquanto ocidentais em tonalidade verde.

Os samogícios (lituano: Žemaičiai, samogício: Žemaitē, letão: žemaiši) são um povo de etnia lituana que habitam a região de Samogícia, Lituânia. Muitos dessa etnia falam o dialeto Samogício além da língua lituana.